# Sara Varon
Sara Varon és una novel·lista gràfica, escriptora i il·lustradora nord-americana més coneguda pel seu treball en literatura infantil. És l'autora del còmic Robot Dreams, que més tard va ser adaptat a una pel·lícula d'animació del mateix nom dirigida per Pablo Berger.

## Primers anys
Varon va créixer als suburbis d'Illinois, i més tard va assistir a l'School of Visual Arts de Nova York, on es va graduar el 2002. Des del 2006, viu a Brooklyn (Nova York). Varon és a la facultat de School of Visual Arts.

## Carrera
Els personatges de Varon són completament no humans (ella diu ser dolenta per dibuixar persones), excepte al seu llibre My Pencil and Me on es dibuixa ella mateixa. Els seus personatges sovint formen amistats poc probables (gats i gallines, pastissos i albergínies) que es combinen per formar el que el New York Times anomena "narracions entranyables i poc comunes".
Varon va crear una sèrie d'alebrijes d'alguns dels seus personatges de dibuixos animats en col·laboració amb un artista d'Oaxaca. També ha fet catifes turques d'estil tradicional amb imatges dels seus personatges.

## Vida personal
Des de juny de 2006, Varon viu a Brooklyn (Nova York). Està casada i el seu marit és guyanès

## Premis i honors
El llibre de Varon Sweaterweather (2003) va ser nominat el 2004 al Premi Harvey a la millor novel·la gràfica.
El llibre de Varon Robot Dreams (2007) va aterrar a moltes llistes de "millors" de 2007 i 2008, com ara:
- Oprah's Book Club
- YALSA Grans novel·les gràfiques
- NYPL Llibres per a l'adolescència
- Llibre NYPL per llegir i compartir
- Bank Street Book de mèrits excepcionals
- NCTE Notable Children's Book in the English Language Arts
- American Library Association Llibre infantil notable
- Publishers Weekly 150 millors llibres de l'any
- Kirkus Reviews Millors llibres infantils del 2007
- Butlletí del Centre de Llibre Infantil Títol Blue Ribbon

Bake Sale (2011) va ser nomenada Gran Novel·la Gràfica YALSA per al 2012 i seleccionada per la School Library Journal com una de les 10 millors novel·les gràfiques del 2011. A més, va ser una Junior Library Guild Selecció tardor 2011.
Varon va rebre la Maurice Sendak Fellowship el 2013.
El llibre Odd Duck (2013) d'ella i Cecil Castellucci va ser nominat al Premi Eisner. A més, va ser nomenat per School Library Journal com una de les 10 millors novel·les gràfiques del 2013, i Kirkus Reviews el va nomenar un dels millors llibres infantils del 2013. Odd Duck va ser una selecció de la primavera de 2013 del Junior Library Guild. Traduït al francès com a Des canards trop bizarres, va guanyar el Premi Livrentête 2015 a França.
El llibre de Varon New Shoes (2018) va ser seleccionat com un dels llibres que apareixen a l'exposició Out of the Box de l'Eric Carle Museum of Picture Book Art el 2019.
El seu llibre Hold Hands (2019) va ser seleccionat com a New York Times Book Review Llibre per a nens notable de l'any el 2019.